# Собаки війни
Собаки війни (англ. Dogs of War) — американська короткометражна кінокомедія режисера Роберта Ф. Макгоуна 1923 року.

## Сюжет
Банди ведуть війну, використовуючи старі овочі як боєприпаси.

## У ролях
- Ельмо Біллінгс — солдат армії противника
- Рой Брукс — реєстратор
- Джо Кобб — Джо
- Джекі Кондон — Джекі
- Мікі Деніелс — Мікі
- Боб Девіс — водій вантажівки
- Джек Девіс — Джек
- Дік Гілберт — охоронець студії